# Samuel L. Crocker

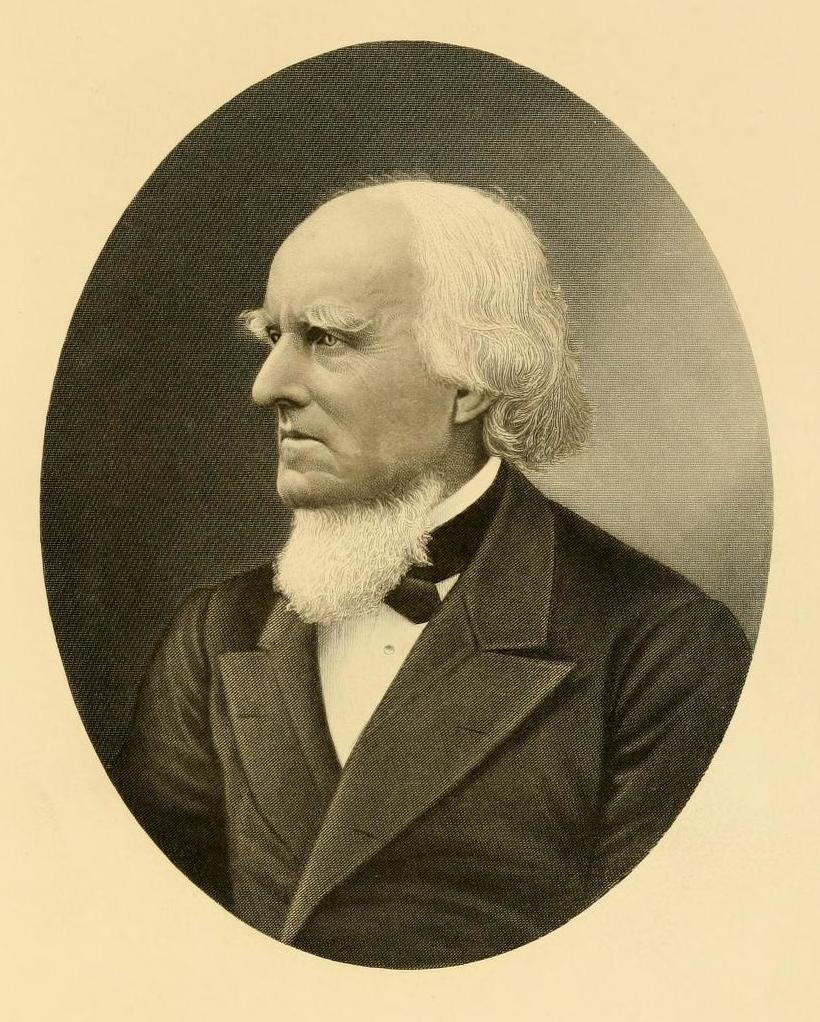
Samuel L. Crocker

Samuel Leonard Crocker (* 31. März 1804 in Taunton, Massachusetts; † 10. Februar 1883 in Boston, Massachusetts) war ein US-amerikanischer Politiker. Zwischen 1853 und 1855 vertrat er den Bundesstaat Massachusetts im US-Repräsentantenhaus.

## Werdegang
Samuel Crocker studierte bis 1822 an der Brown University in Providence (Rhode Island). Im Jahr 1826 gründete er in Norton mit zwei Brüdern die Firma Taunton Copper Manufacturing Co. 1843 war er auch an der Gründung der Eisenwerke in East Taunton beteiligt. Außerdem engagierte er sich im Eisenbahngeschäft. Gleichzeitig schlug er als Mitglied der Whig Party eine politische Laufbahn ein. Im Jahr 1849 saß er im Regierungsrat von Massachusetts.
Bei den Kongresswahlen des Jahres 1852 wurde Crocker im zweiten Wahlbezirk von Massachusetts in das US-Repräsentantenhaus in Washington, D.C. gewählt, wo er am 4. März 1853 die Nachfolge von Francis B. Fay antrat. Da er im Jahr 1854 nicht bestätigt wurde, konnte er bis zum 3. März 1855 nur eine Legislaturperiode im Kongress absolvieren. Diese war von den Ereignissen im Vorfeld des Bürgerkrieges geprägt.
Nach dem Ende seiner Zeit im US-Repräsentantenhaus nahm Samuel Crocker seine früheren Tätigkeiten wieder auf. Von 1862 bis zu seinem Tod war er Präsident der Firma Taunton Locomotive Manufacturing Co., die Dampflokomotiven herstellte. Er starb am 10. Februar 1883 in Boston.